# إدارة الفطر
إدارة الفطر هي إشارة إلى موظفي الشركة الذين تتم معاملتهم مثل الفطر: محفوظين في الظلام، يغطيهم السماد، وعندما ينمون بما فيه الكفاية، يتم حفظهم في معلبات (طردهم). والمعنى الضمني هو اتخاذ الإدارة للقرارات بدون التشاور مع الموظفين المعنيين بهذه القرارات، وربما حتى لا يتم إبلاغ الموظفين إلا بعد اتخاذ مثل هذه القرارت.
وهذه الظاهرة هي نموذج مضاد يكثر وجوده في المنظمات التي لديها تسلسل هرمي صارم ومعوقات تحول دون التواصل داخل المنظمة (وخاصةً ذات الهيكل الذي يشبه منظمة المدخنة) ولكنها قد توجد أيضًا في أية منظمة.

## الوصف
إدارة الفطر هو أسلوب إدارة لا يكون فيه الموظفون على دراية بالإفكار أو الحالة العامة للشركة، بحيث تسند إليهم الأعمال دون أن يعروفوا الهدف منها، وهذا على النقيض من إدارة الكتاب المفتوح. إدارة الفطر تعني أن الإدارة لا تدعم إرضاء فضول العمال والتعبير عن أنفسهم. ولا يكون لدى العمال أي فكرة عن وضع الشركة العام لأن القادة يميلون إلى اتخاذ القرارات بأنفسهم دون أن يطلبوا من أي شخص آخر أن يعطي رأيه. قد تحدث هذه المشكلة عندما لا يفهم المدير عمل الموظفين (في شركات البرمجة على سبيل المثال)، وبالتالي لا يمكن أن يتواصل معهم بفعالية.
يمكن أن تجد نموذج إدارة الفطر في البيئات التي لا ترتبط بالأعمال. فقد توجد في المدارس، عندما يقرر طلاب مشتركون في مجموعة عمل عدم مشاركة المعلومات مع الطلاب الآخرين في المجموعة. وهذا يعني أنهم سيظهرون أكثر ذكاءً وأكثر عملاً من خلال التقييمات.

## الأسباب
الأسباب الرئيسية لتطوير أسلوب إدارة الفطر داخل الشركات تكون على مستوى الإدارة العليا. ينشأ هذا الأسلوب عادىً عندما يرى المدراء أنفسهم أنهم صانعو القرار الوحيدون في الشركة بدلاً من كونهم الأشخاص الذين يقودون بقية الموظفين إلى نجاحٍ مشترك. غالباً ما يحدث هذا في كثير من الأحيان بدون قصد: إذ يخشى المدراء أن يكتشف الموظفون أفكاراً جديدة هامة بدلاً منهم، ما يدفع المدراء إلى اتخاذ قرارات سئية تمنع الموظفين من القيام بأدوراهم بنشاط. نتيجة ذلك، ينتهي الأمر بالموظفين للقيام بعملهم بطريقة آلية وتكرارية دون المساهمة الفعلية بطريقة أكثر كفاءة وإنتاجية.

## أمثلة

### إفلاس بنك ليمان براذرز

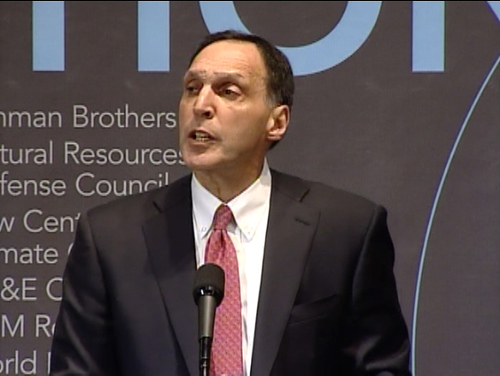
ريتشارد فولد، الكدير التنفيذي لبنك ليمان براذرز

عندما أفلس بنك ليمان براذرز عام 2008، تم الكشف عن معلومات كثيرة عن إدارة البنك بما فيها أن الطريقة التي نظّم فيها ريتشارد فولد الابن الرئيس التنفيذي السابق البنك. بدأ البنك التركيز أكثر على الرهونات العقارية مفرطة الخطورة؛ لكن لم يكن الموظفون ولا الجمهورة على بيّنةٍ من الوضع المالي للبنك. حافظ فولد وبعض المدراء الآخرين على سرية قدر كبير من المعلومات الأساسية، فضلاً عن الكذب على المستثمرين وعلى الأطراف المعنية الأخرى. كان الجميع يعتقدون أن ليمان براذرز شاركت في استثمارات منوّعة بما فيها استثمارات آمنة وأخرى محفوفة بالمخاطر؛ في الواقع كانوا يعملون بوضع أكثر خطورة وغير ملائم. بعد أن أفلس البنك، رفض فولد أن يلقى عليه اللوم على أيّ من هذه الأحداث، على الرغم من أنه كان مسؤولاً عن إخفاء المعلومات.

### غرق آر إم إس تيتانيك

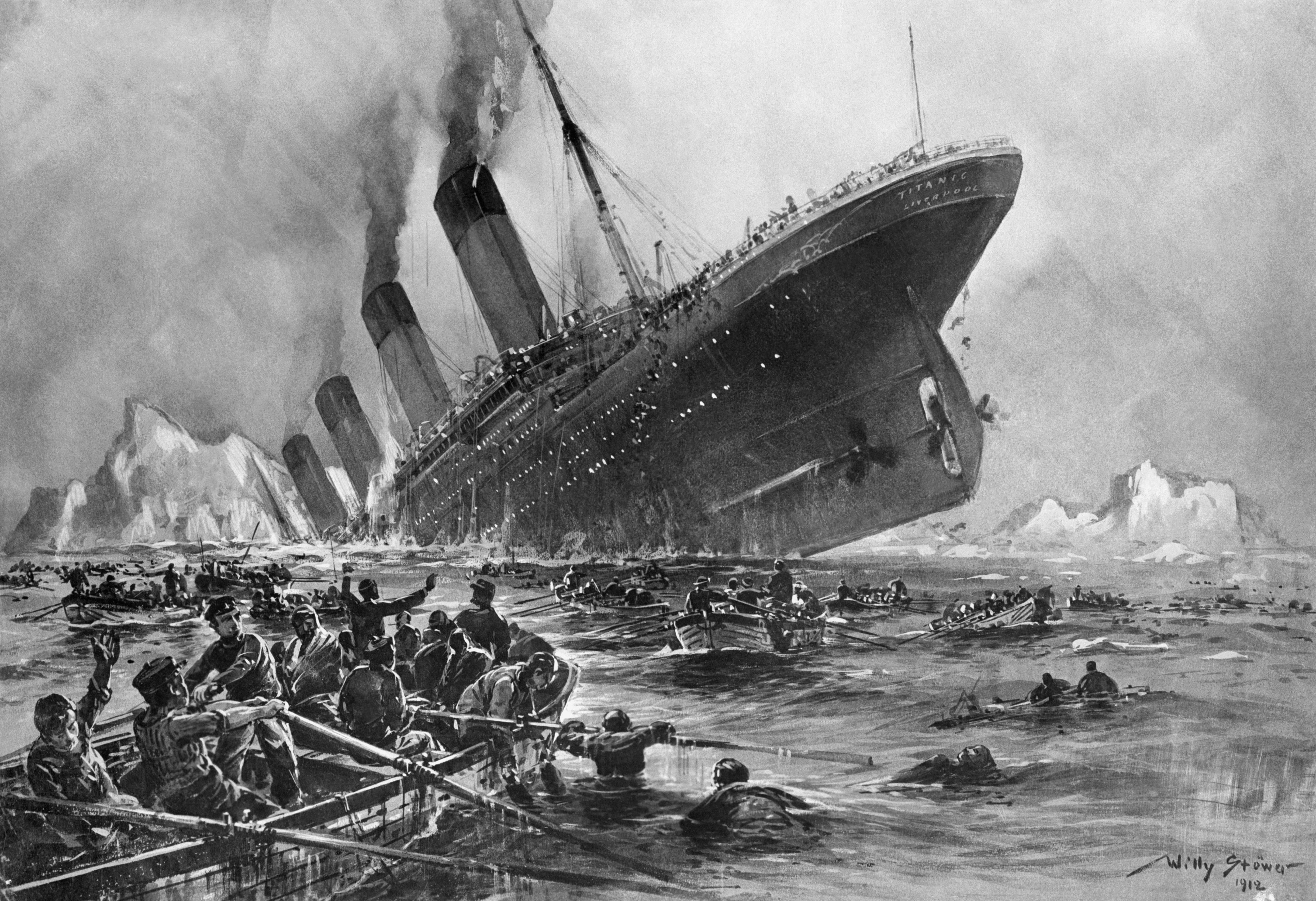
غرق التيتانيك

يمكن أن تحدث إدارة الفطر أثناء التعامل مع الحالات الفردية لمرة واحدة. عندما اصطدمت آر إم إس تيتانيك بجبل الجليد، كان عدد قليل من أفراد الطاقم على علم بأن السفينة كانت تغرق. لم يطلع معظم أفراد الطاقم على خطورة الوضع، ما أدى إلى الفوضى وعدم التنظيم. حاول القبطان السيطرة على الأمور بمفرده، دون مشاركة الضباط في قراراته أو استشارتهم.